# Ulf Steinforth
Ulf Steinforth (* 25. August 1967 in Magdeburg) ist ein deutscher Box-Promoter und Brauereibesitzer.

## Box-Promoter
Steinforth managte in den 1980er Jahren in der DDR drei Breakdance-Crews. Nach dem Mauerfall wurde er Automatenaufsteller und war zunächst als Sponsor und Präsident des 1. BoxClub Magdeburg in der Box-Amateur-Bundesliga tätig, bevor er am 16. März 2000 die Profi-Box-Promotion SES BOXING gründete. Viele Jahre war er auch Kooperationspartner der Universum Box-Promotion und übernahm nach dem Ende von Universum Pressesprecher, Rechtsanwalt und Steuerberater des einst größten Boxstalls Europas.
Steinforth veranstaltete weit über 100 Profiboxveranstaltungen in Deutschland mit den TV-Sendern Pro7, Sat1, RTL, SKY, Eurosport und Sport1.
Seit 2016 präsentiert Steinforth Profiboxen unter dem Motto „Sport im Osten – Boxen Live“ im MDR (Mitteldeutscher Rundfunk). 2019 schloss Steinforth einen TV-Deal mit dem amerikanischen TV-Sender ESPN ab, mit dem ESPN Boxkämpfe live aus Deutschland in die USA und Kanada überträgt. Ein für den 28. März geplanter Live-Box-Abend mit der ARD wurde wegen des Coronavirus verschoben.

## Boxer und Erfolge
Steinforth wurde mehrfach national und international zum „Promoter des Jahres“ernannt. Er veranstaltete zahlreiche Weltmeisterschaftskämpfe von Sven Ottke in Magdeburg.
Unter ihm wurden zu Weltmeistern:
- Robert Stieglitz (2009/2010/2011/2012/2013), Super-Mittelgewicht.
- Jan Zaveck (2009/2010/2011), Weltergewicht.
- Lukáš Konečný (2012), Halb-Mittelgewicht.
- Dominic Bösel (2019), Halbschwergewicht.

Europameistern:
- Agit Kabayel (2016/2017/2018), Schwergewicht.
- Robin Krasniqi (2018), Super-Mittelgewicht.
- Stefan Härtel (2019), Super-Mittelgewicht.

Zahlreiche Boxer wurden unter ihm WM-Herausforderer, Inter-Continental, International, European oder Youth Champions der wichtigen Weltverbände: WBC, WBO, IBF und WBA.
Zu seinen Deutschen Meistern (BDB) zählen: René Monse (2000), Dirk Dzemski (2001/2002), Malik Dziarra (2004), Norman Schuster (2006/2007), Serdar Sahin (2009), Francesco Pianeta (2013) Michael Wallisch (2013/2014), Felix Lamm (2015/2016), Adam Deines (2015/2016/2018), Jürgen Uldedaj (2018), Tom Schwarz (2018), Anatoli Muratov (2018), Roman Fress (2020).
2017 gelang es ihm den marokkanischen Amateurweltmeister, Olympiamedaillengewinner und WSB Boxer Of The Year Mohammed Rabii für seinen Profi-Stall zu verpflichten.
Im Profiboxen der Frauen feierte Steinforth mit Natascha Ragosina, Christina Hammer, Susianna Kentikian, Ramona Kühne und Fabiana Bytygi zahlreiche Weltmeisterschaften und wurde dafür auch im Frauenbereich mehrfach als „Promoter Of The Year“ ausgezeichnet.

## Video-Archiv
Steinforth besitzt ein großes Box-Video-Archiv. Er besitzt die Bildrechte aller SES BOXING Sport Events Steinforth Events mit 20-Jahren Box-Geschichte.
2014 erwarb er zusätzlich das gesamte Bewegbild-Archiv der Universum Box-Promotion mit über 25-Jahren Box-Geschichte, darunter Kämpfe von Wladimir Klitschko, Vitali Klitschko, Dariusz Michalczewski, Gennadi Golowkin, Ruslan Chagaev, Graciano Rocchigiani, Jürgen Brähmer, Felix Sturm, Luan Krasniqi, Firat Arslan und Zsolt Erdei.

## Sudenburger Brauhaus
2014 übernahm Steinforth das Sudenburger Brauhaus (1882).

## Privat
Steinforth ist seit 2003 mit Peggy Steinforth verheiratet und Vater von drei Kindern.

## Auszeichnungen
- 2009: Promoter Of The Year (WBF)[13]
- 2013: European Promoter Of The Year, Female Promoter Of The Year, Matchmaker Of The Year (WBO)[14]
- 2016: European Promoter Of The Year, Youth Promoter Of the Year (WBO)[15]
- 2016: Youth Promoter Of The Year (WBC)[16]
- 2017: Fight Of The Year (EBU)
- 2017: 2.Platz Wahl Magdeburger des Jahres[17]
- 2018: Promoter Of The Year (EBU)[18]
- 2019: Erfolgreichster Promoter des Jahrzehnts (BDB)[19]
- 2019: Fight Of The Year (EBU)[20]